# Mospeada
Mospeada (機甲創世記モスピーダ, Kikō Sōseiki Mospeada) est une série télévisée d'animation et de science-fiction japonaise en 25 épisodes de 26 minutes, diffusée entre le 2 octobre 1983 et le 23 mars 1984 sur Fuji Television.
En France, la série a été diffusée dans le cadre de Robotech à partir du 28 juillet 1987 sur La Cinq.

## Synopsis
En 2050, la Terre est envahie par des extraterrestres, les Inbits. Les humains, basés sur Mars, essayent de reprendre le contrôle de la planète bleue. En 2083, au cours d'un raid qui tourne mal, le soldat Stick Bernard s'écrase sur le continent sud-américain, qu'il ne connaît pas. Il se joint à une bande de résistants et essaye de mener le combat sur Terre, en partant à la recherche de Point Réflexe, la base des Inbits en Amérique du Nord…

## Fiche technique
- Réalisation : Katsuhisa Yamada
- Scénario : Satoshi Namiki, Kenji Terada, Sukehiro Tomita, Ryô Yasumura
- Original Character Design : Yoshitaka Amano
- Mechanical Design : Shinji Aramaki, Hideki Kakinuma
- Directeurs de l'animation : Kazuhiko Udagawa, Satoshi Yamamoto, Yutaka Arai
- Art Director : Hiroaki Sato
- Musique : Joe Hisaishi, Hiroshi Ogasawara
- Produit par : Anime Friend, Studios ARTMIC, Fuji Television Network et Tatsunoko Production
- Date de production (Japon) : 1983

## Historique
Dans sa version originale, il s'agit d'un feuilleton indépendant. Il a été rattaché à la série Robotech par Carl Macek et Harmony Gold, sous le nom Robotech: Next Generation. Ainsi des liens avec les autres guerres Robotech (en fait les séries nipponnes Macross et Southern Cross) ont été créés, des personnages comme Rick Hunter, devenu amiral, ou le thème de la protoculture sont évoqués. L'action s'y déroule entre 2031 et 2044, des noms changent (Stick Bernard devient Scott Bernard), les Inbits sont appelés Invids…
La série Mospeada est inédite en tant que telle sur les écrans français.

## Voix françaises (version Robotech)
- Michel Derain : Scott Bernard
- Chris Bénard : Rand
- Odile Schmitt : Annie « Mint »
- Caroline Jacquin : Marlène / Ariel

## Épisodes (version Robotech)
1. L'invasion des Invids
2. La ville perdue
3. Les nouveaux compagnons
4. Survie
5. Appel au triomphe
6. Temps difficiles
7. Le héros de papier
8. La trahison d'un héros
9. Le puits de la genèse
10. L'arrivée de Marlène
11. La route de l'espoir
12. La forteresse des Invid
13. Tempête de sable
14. Le mariage d'Annie
15. Chacun sur son chemin
16. Métamorphose
17. Le soleil de minuit
18. La ville fantôme
19. Mort de glace
20. Joyeux anniversaire Annie
21. Héros pour un instant
22. New York
23. Le point de réflexion
24. Dernier acte
25. Symphonie de lumière

## Commentaires
Bien que servant de base à la dernière guerre Robotech dans la série du même nom, Mospeada a été réalisée un an avant Southern Cross.